# Caso Vilas-Boas
O Caso Vilas-Boas (por vezes grafado "Villas-Boas" ou "Villas Boas") está entre os mais famosos casos ovniológicos brasileiros: é a mais antiga alegação de abdução conhecida no mundo, o relato inaugurador dos contatos imediatos de quinto grau e o primeiro relato de abdução a ser publicado.

## Antônio Vilas-Boas
Antônio Vilas-Boas era filho de Jerônimo Pedro Vilas-Boas (1887–1963) e Enésia Cândida de Oliveira (1897–1963), fazendeiros em São Francisco de Sales, Minas Gerais. O casal teve ao todo dez crianças, sendo quatro meninos e seis meninas.
Para lavrar a terra, a família Vilas-Boas usava um trator com o qual trabalhavam em dois turnos, um diurno e outro noturno. De dia trabalhavam os empregados da fazenda e, à noite, por sua vez, o próprio Antônio, sozinho ou acompanhado dos seus irmãos e cunhados.

## Fenômenos luminosos prévios à abdução
Em 5 de outubro de 1957, por volta das 23h de sábado, os irmãos Antônio e João Vilas-Boas cansados depois de uma festança na casa de amigos, se preparavam para dormir quando, pela janela do quarto, viram uma luz de procedência indefinida, bem mais clara que a do luar. Antônio chamou pelo irmão, que não se interessou pelo fenômeno, então ele logo fechou a janela e ambos foram dormir. Pouco depois, sem resistir à curiosidade, Antônio tornou a levantar-se e a abrir a janela. A luz continuava inalterada, mas, subitamente, a mesma se deslocou para junto da janela. Assustado, Antônio fechou a janela com tanta força que acordou o irmão e, dentro do quarto escuro, ambos passaram a acompanhar a luminescência que entrava pelas venezianas. A luz se deslocou para o alto do telhado da casa, onde penetrou pelas frestas entre as telhas. Finalmente, depois de alguns minutos, o brilho desapareceu e não retornou mais.
Em 14 de outubro, houve um segundo incidente que ocorreu por volta de 21h30-22h. Naquela ocasião, Antônio trabalhava com o trator em companhia do irmão José. Subitamente eles avistaram, na ponta norte do campo, uma luz muito clara e vermelha, penetrante a ponto de fazer doer as vistas. Ao observarem melhor, distinguiram alguma coisa dentro da luz, mas não conseguiram precisar o que era, pois as suas vistas ficavam totalmente ofuscadas. Curioso, Antônio começou a correr atrás da luz, que por sua vez começou a fugir dele. Finalmente, desistiu da empreitada e voltou para junto do irmão. Por uns poucos minutos, a luz ficou imóvel, à distância; ela parecia emitir raios intermitentes, em todas as direções. Em seguida, desapareceu tão repentinamente que deu a impressão de haver simplesmente se apagado.

## A abdução
Na madrugada de 16 de outubro de 1957, Antônio arava a terra sozinho com o trator quando foi surpreendido por uma luz vermelha. A luz se aproximou, aumentando progressivamente de tamanho. Tratava-se de um objeto oval e brilhante que ficou pairando a uns 50 m da cabeça do agricultor. Após uns dois minutos, o objeto desceu e pousou a cerca de 15 m de distância da testemunha. Em cima da nave algo girava a alta velocidade e emitia uma luz vermelha fluorescente.
De repente, a parte debaixo do objeto se abriu e deixou sair três suportes metálicos. Antônio concluiu tratar-se do trem de pouso da nave. Percebendo que algo iminente iria acontecer com ele, pulou do trator e começou a correr, porém um humanoide, trajado dos pés à cabeça, agarrou-o pelo braço. Desesperado, Antônio aplicou-lhe um golpe que o fez soltá-lo e cair para trás. Novamente tentou correr, quando três outros seres instantaneamente o agarraram pelos braços e pernas e o ergueram do solo ou o arrastaram (as versões são contraditórias nesse ponto). Embora dominado, Antônio ofereceu resistência, mas os alienígenas conseguiram por fim fazê-lo subir por uma escada flexível e bambeante para o interior da nave.
No OVNI, Antônio foi, contra a vontade, completamente despido. Um líquido oleoso, mas que não deixava a pele engordurada, foi passado no corpo dele com uma espécie de esponja. Em outra sala, dois seres se aproximaram com um tipo de cálice, do qual saíam dois tubos flexíveis. Eles colocaram a extremidade de um dos tubos no “cálice”; a outra ponta possuía uma peça de embocadura parecida com uma ventosa, que eles enfiaram no queixo de Vilas-Boas. O agricultor não sentiu dor, apenas uma sucção na pele. Seu sangue escorreu pelo tubo e se depositou no cálice, que encheu até a metade. O tubo foi então retirado. O outro tubo, que ainda não havia sido usado, foi colocado do outro lado do queixo, de onde se coletou mais sangue, até completar o vasilhame. A pele de Antônio ficou ardendo e coçando no lugar da sangria.
Deixado sozinho numa sala que exalava uma fumaça de cheiro desagradável e sufocante, que lhe provocou vômitos, Antônio esperou por um longo tempo até que, para seu espanto, surgiu uma mulher de pequena estatura, inteiramente nua. Seus cabelos eram macios e louros, quase cor de platina - como que esbranquiçados - e lhe caíam na nuca, com as pontas viradas para dentro. Usava o cabelo repartido ao meio e tinha grandes olhos azuis, amendoados e puxados para os lados. O que mais lhe chamou a atenção foi o fato dela ter os pelos das axilas e do púbis vermelhos.
A humanoide se aproximou de Antônio em silêncio, abraçou-o e começou a esfregar seu rosto e corpo contra os dele. A porta se fechou e Antônio ficou a sós com a fêmea, com quem acabou tendo relações sexuais.
Por fim, aparentando estar cansada, a mulher passou a rejeitar Antônio. Antes de sair da sala, ela virou-se para ele e apontou, primeiro, para a própria barriga, depois, com um sorriso, para Antônio e, por último, para o alto - como se quisesse dizer que ele iria ser pai de um ser que nasceria entre as estrelas.
Logo em seguida, um dos seres voltou com a roupa de Antônio, que se vestiu imediatamente. Segundo Antônio, os sequestradores usavam macacões colantes, de um tecido bem grosso, cinzento, muito macio e, em alguns pontos, colado com tiras pretas. Um capacete da mesma cor cobria a cabeça toda, deixando à mostra somente os olhos, protegidos por um par de óculos redondos.
Antônio foi então levado para fora da nave. Antes, tentou ainda pegar um objeto para provar a história, mas os raptores perceberam e tomaram o objeto de volta. Por fim, a nave decolou verticalmente e sumiu em poucos minutos. Antônio calculou haver ficado no interior do óvni de 1h15 às 5h30 da madrugada – mais de quatro horas, portanto.

## Explicação alternativa
Em 1978, o ex-agente da CIA Bosco Nedelcovic (1933-1999), nascido na Sérvia, revelou ao ovniologista Rich Reynolds haver sido um dos integrantes da equipe da Operação Miragem, da CIA, que borrifou drogas alucinógenas em Antônio Vilas-Boas e o induziu a pensar que estivesse sendo abduzido por alienígenas. O óvni, na verdade, não passava de um helicóptero, possivelmente camuflado; os agentes usavam macacões herméticos, capacetes e sistemas de respiração para se protegerem dos efeitos das drogas borrifadas; e a garota das estrelas era uma prostituta asiática contratada para copular com Vilas-Boas. Como garantiu Nedelcovic, era tudo um ardil, parte do projeto de controle mental MKULTRA da CIA para simular uma abdução – aliás, a primeira, e ainda com conotações sexuais, da chamada Era Moderna dos Discos Voadores. Richard Doty, um ex-oficial de investigações da Força Aérea dos Estados Unidos, confirmou a versão de Nedelcovic a Mark Pilkington e John Lundberg, autores de Mirage Men: A Journey in Disinformation, Paranoia and UFOs (2010).

## História em quadrinhos
O Caso Vilas-Boas foi quadrinizado pelos franceses Jacques Lob e Robert Gigi em Dossier soucoupes volantes: Semence pour les étoiles, Pilote n° 678, de 2 de novembro de 1972, p. 101-107. A quadrinização é considerada extremamente fiel.